# Nationaal Park Gros Morne
Het Nationaal Park Gros Morne (Engels: Gros Morne National Park) is een nationaal park van Canada in de provincie Newfoundland en Labrador. Het beslaat een gebied van zo'n 1.805 km² en is door UNESCO erkend als natuurlijk werelderfgoed.

## Geografie

### Algemeen
Het nationaal park ligt aan de westkust van het eiland Newfoundland, gelegen aan de Saint Lawrencebaai en in de Longe Range. In het zuidelijke gedeelte snijdt Bonne Bay, de zuidgrens van het Great Northern Peninsula, tot diep in het park. Het park wordt van zuid naar noord doorkruist door provinciale route 430 en van west naar oost door provinciale route 431.
In het zuiden liggen onder meer de Tablelands, een gebied zonder begroeiing dat een oranjebruine bodem heeft door de aanwezigheid van het ijzerhoudend mineraal peridotiet in het gesteente. De Tablelands worden in het zuiden begrensd door twee grote, langgerekte meren. Het betreft Trout River Big Pond en Trout River Small Pond, beide deel uitmakend van de loop van de Trout River. Tussen de Tablelands en Trout River bevindt zich de gekende Green Gardens Trail.
In het westen ligt Western Brook Pond, een groot fjordachtig meer waarop toeristische boottochten plaatsvinden. De relatief beperkte afstand tot de zee wordt overbrugd door de rivier Western Brook. Bij het fjordmeer loopt ook de Western Brook Pond Trail, een wandelroute door de bossen die ook het meertje Long Steady passeert.
In het noordwesten bevindt zich Broom Point, een kaap te midden van een omgeving met sterk gelaagde rotsformaties. Aan de kaap is een museum over het visserijverleden van de streek gevestigd.

### Plaatsen
Het nationaal park telt, zonder de zee mee te rekenen, vier enclaves. Aan de westkust betreft het enerzijds Sally's Cove en anderzijds de buurgemeenten St. Pauls en Cow Head. Aan Bonne Bay betreft het enerzijds de buurgemeenten Norris Point en Rocky Harbour (noordzijde); en anderzijds de buurgemeenten Woody Point en Glenburnie-Birchy Head-Shoal Brook (zuidzijde).
Aan de buitengrenzen van het park liggen voorts nog enkele plaatsen, namelijk Three Mile Rock (noorden), Trout River (zuidwesten) en Wiltondale (zuidoosten).

## Geologie
Het park dankt zijn naam aan de Gros Morne, de op een na hoogste bergtop van de Long Range, een uitloper van de Appalachen. In het park zijn in de rotsformaties elementen te vinden van de oceanische lithosfeer en de aardmantel ingevolge de obductie bij de platentektoniek. Het nationaal park Gros Morne is een van de zeldzame plaatsen op aarde waar het fenomeen van de continentverschuiving zichtbaar wordt door de types rotsformaties die aan de oppervlakte zijn gekomen. Daarnaast is er sedimentair gesteente uit het Ordovicium, graniet uit het Precambrium en stollingsgesteente uit het Paleozoïcum.

### Erkenning tot werelderfgoed
Bij de 11e sessie van de Commissie voor het Werelderfgoed werd dit natuurgebied in 1987 toegevoegd aan de lijst van het werelderfgoed van de UNESCO, omwille van de geologische structuur en het uitzonderlijk landschap.

## Zeven wonderen
In 2016 riep het provinciale maandblad Downhome twee locaties in het nationaal park uit als zijnde een van de "zeven wonderen van Newfoundland en Labrador". Het betreft Western Brook Pond en de Tablelands.

## Galerij

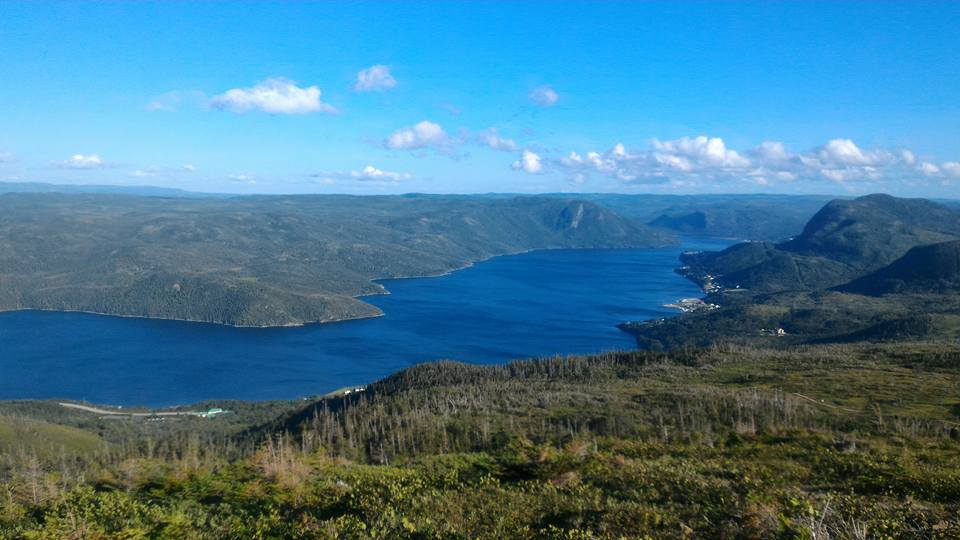
Bonne Bay gezien vanaf de top van Lookout Trail op Gros Morne
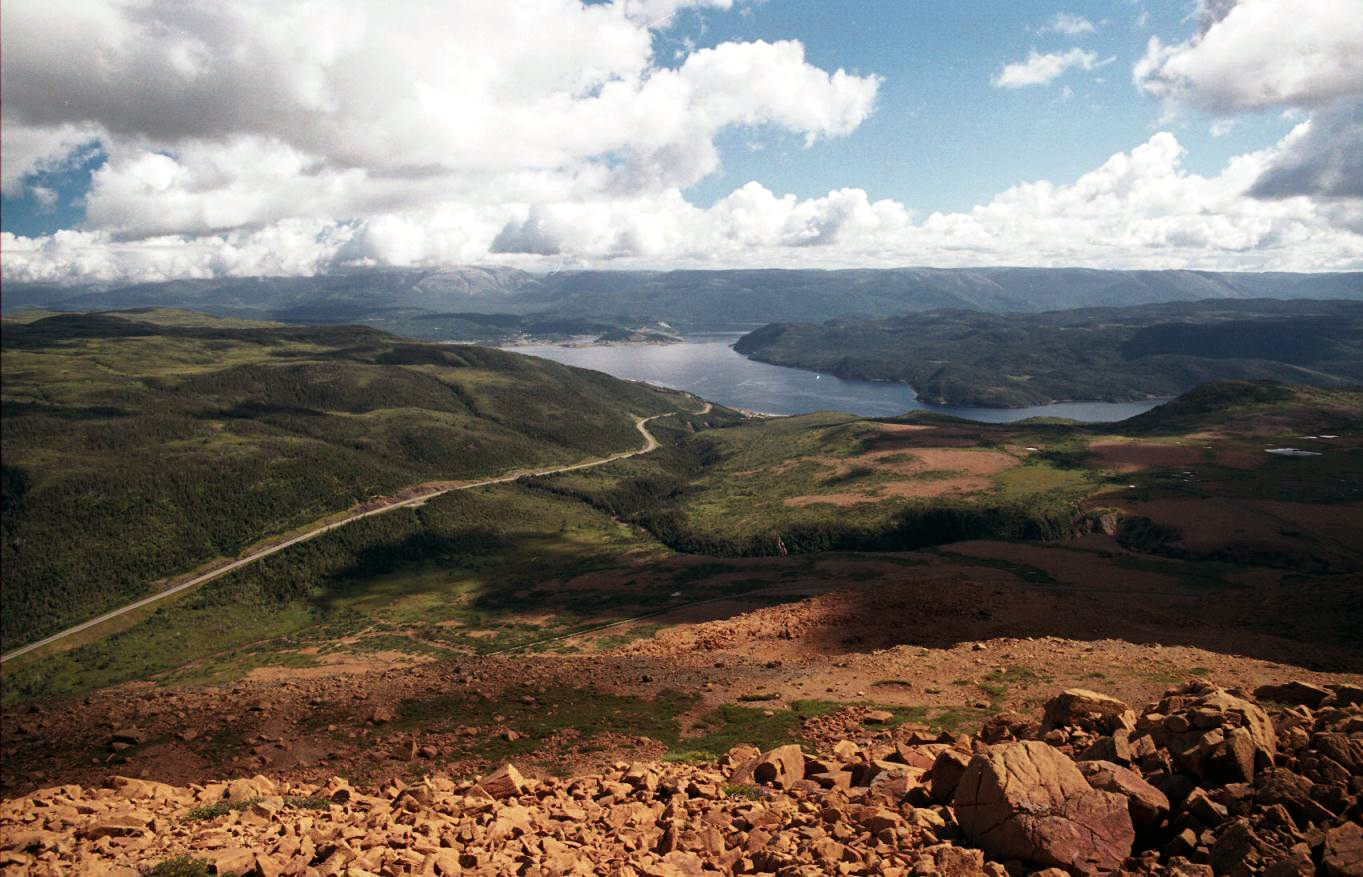
De Tablelands met Bonne Bay zichtbaar in de verte
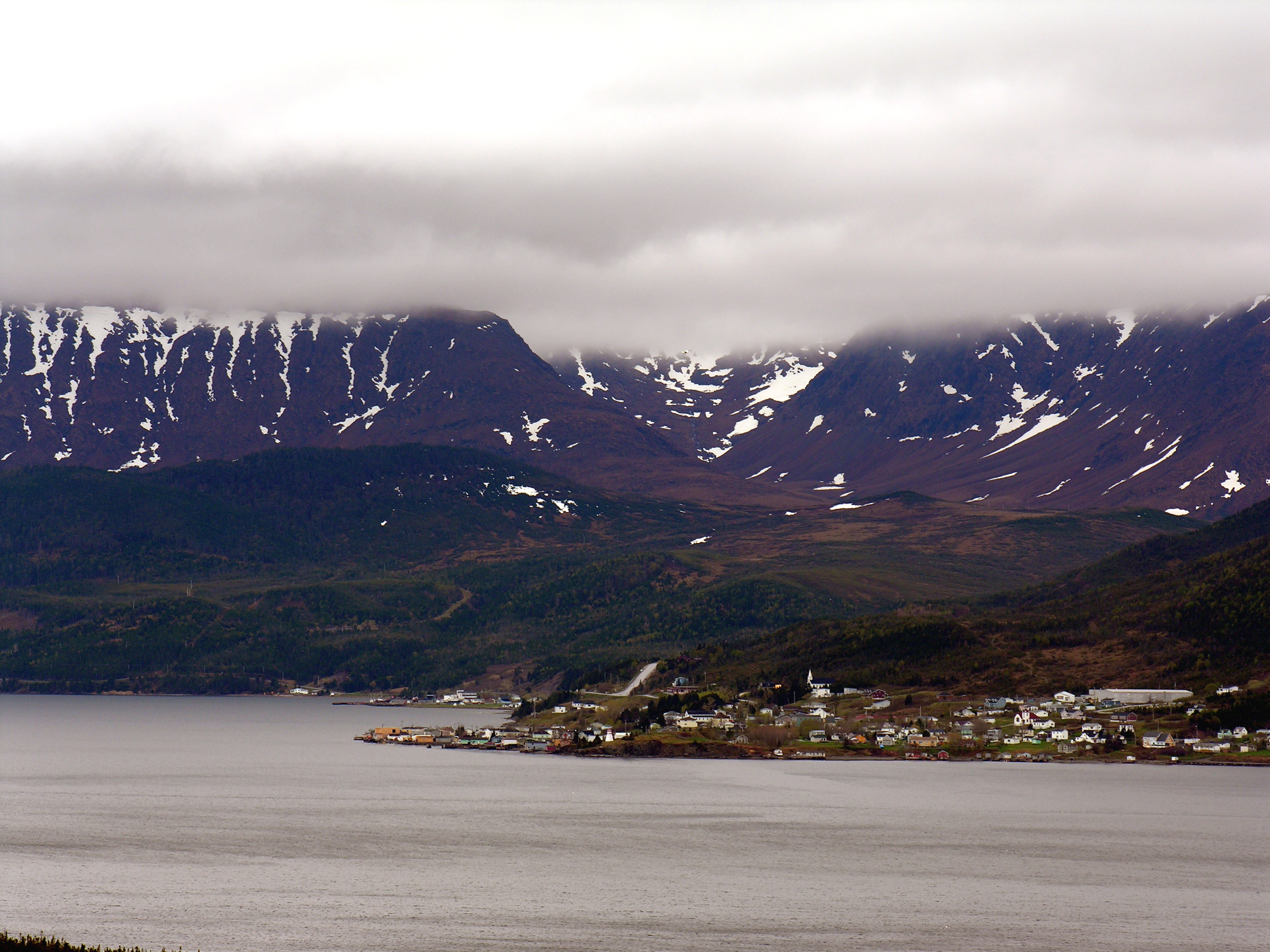
Woody Point gezien vanaf Norris Point
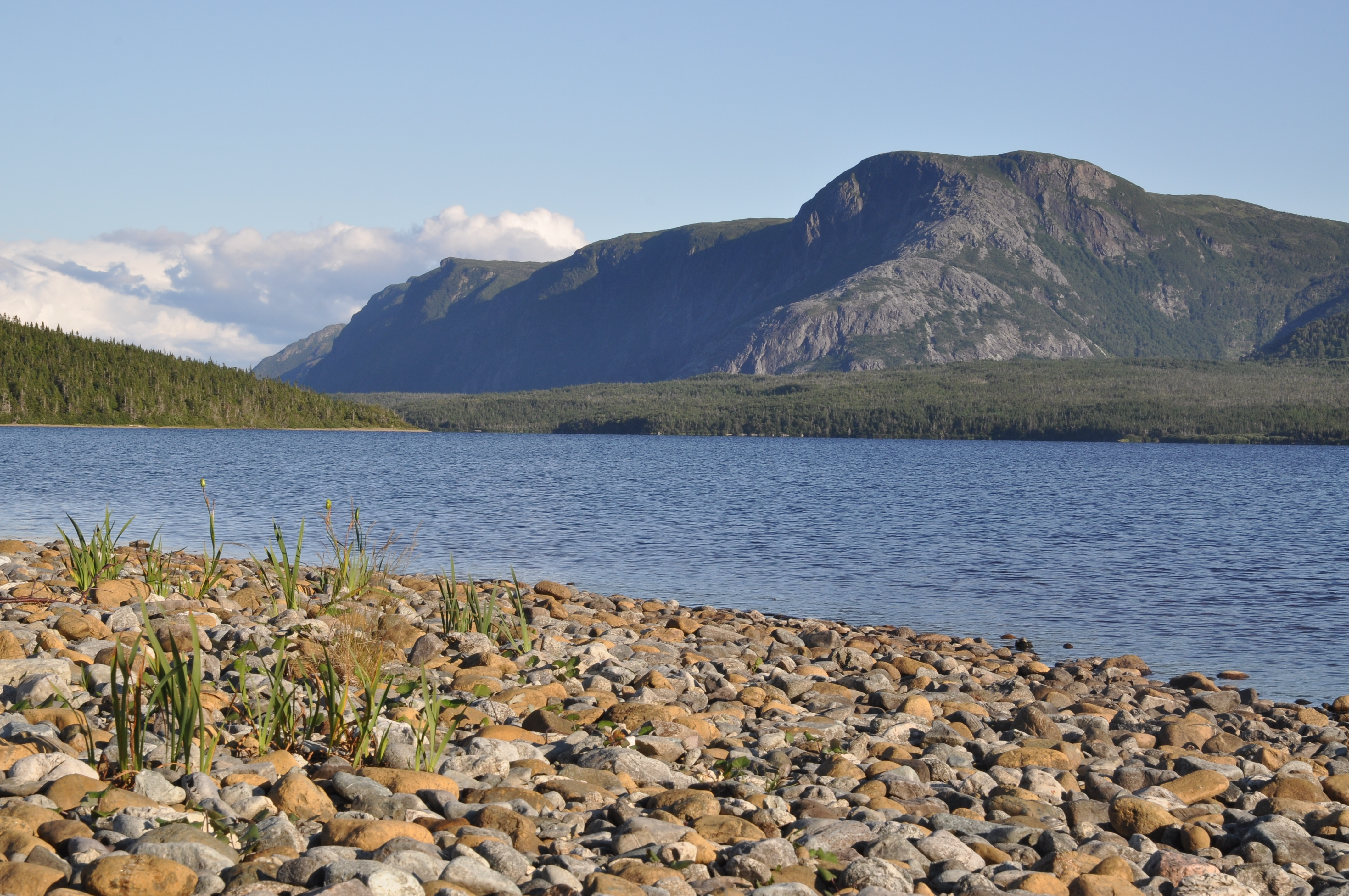
Zicht op de berg Narrows Head
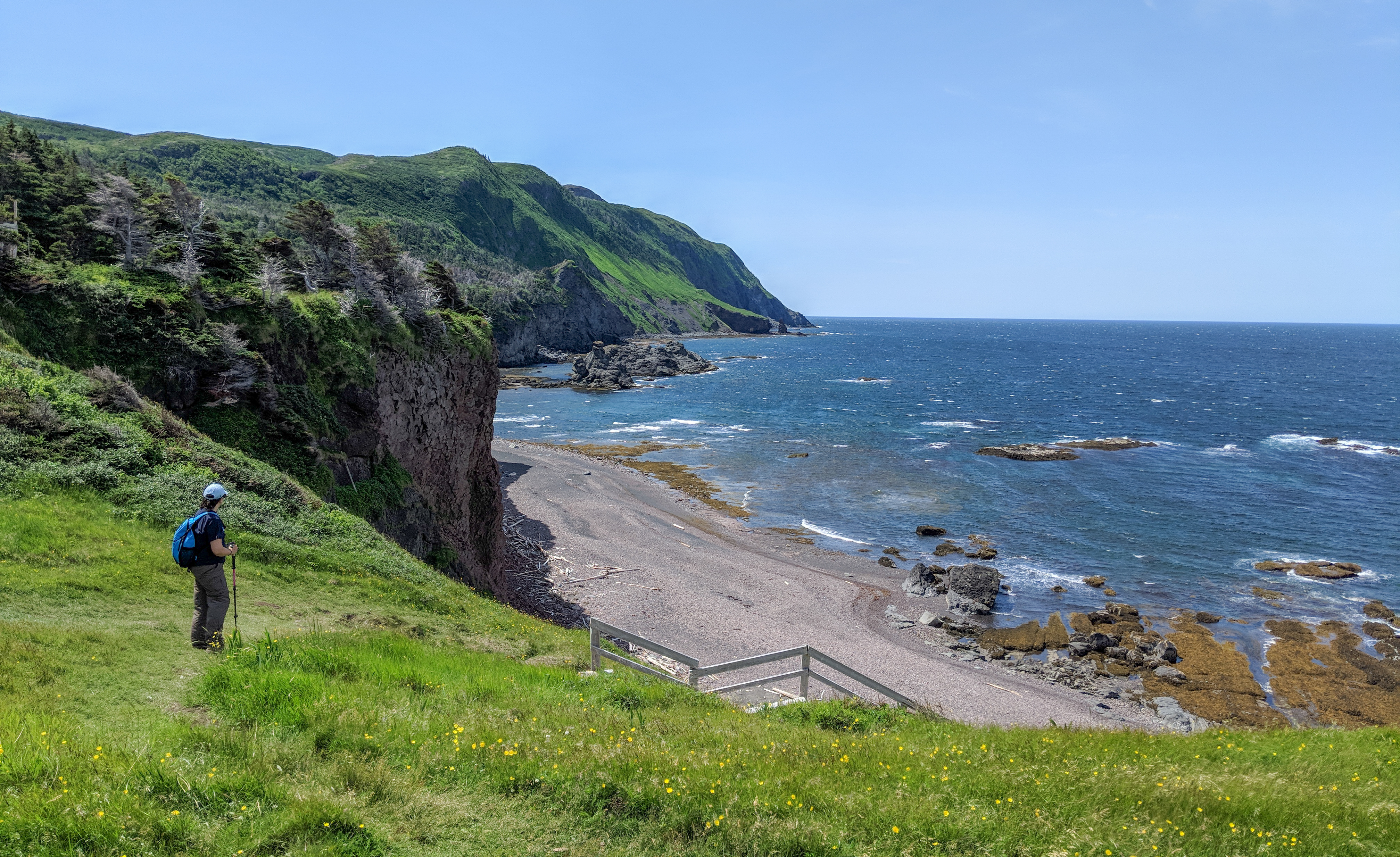
Het strand aan het einde van de Green Gardens Trail
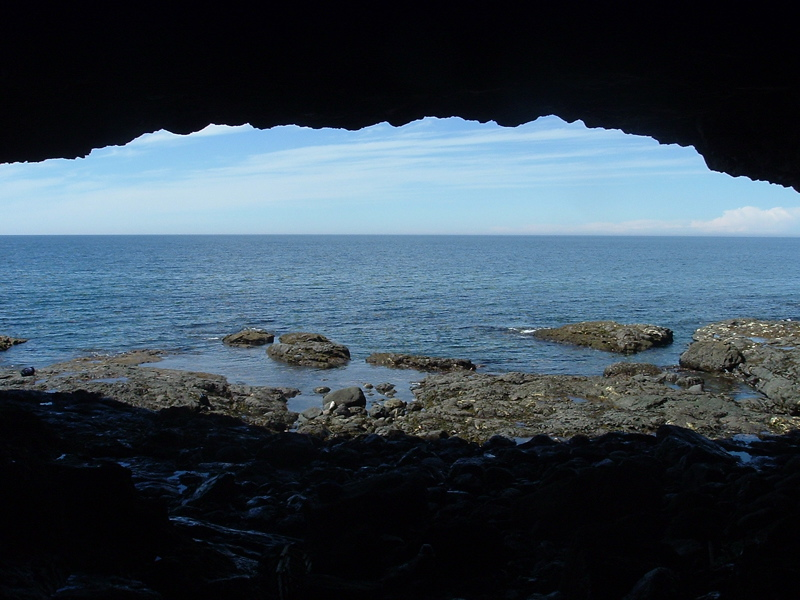
Zeegrot in het nationaal park

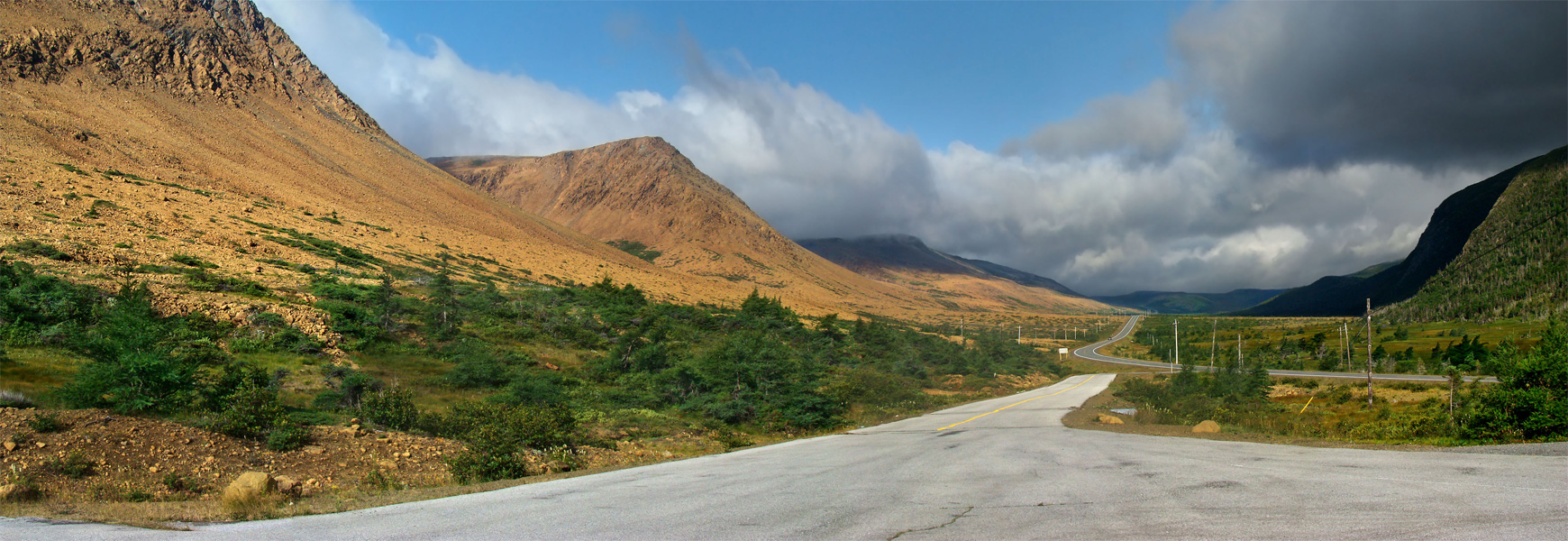
Zicht op de onbegroeide en oranjebruine Tablelands